# Torneio Internacional de Toulon de 2015
O Torneio Internacional de Toulon de 2015 foi a quadragésima terceira edição do torneio, que ocorreu de 27 de maio até 7 de junho. O evento foi sediado, em sua maioria, na região de Provença-Alpes-Costa Azul, França.
A Seleção Francesa conquistou pela décima segunda vez o título de campeão em cima do Marrocos com o placar de 3 a 1 e também conquistou o campeonato de forma invicta com 100% de aproveitamento.

## Regulamento
O campeonato sera disputado por dez equipes em dois grupos de cinco equipes a equipe que terminar em primeiro lugar do seu grupo classifica para a final as duas segundas colocadas disputaram a vaga do terceiro lugar.

## Participantes
- França (país sede)
- China
- Costa do Marfim
- Costa Rica
- Estados Unidos
- Países Baixos
- Inglaterra
- Marrocos
- México
- Catar

## Estádios
| Toulon               | Hyères         | Saint-Raphaël     | Aubagne                       | Salon de Provence      | Toulon        |
| -------------------- | -------------- | ----------------- | ----------------------------- | ---------------------- | ------------- |
| Estádio Léo Lagrange | Estádio Perruc | Estádio Louis Hon | Estádio de Lattre de Tassigny | Estádio Marcel Roustan | Estádio Mayol |

## Árbitro
- MEX Oscar Macias Romo
- USA Robert Sibiga
- FRA Amaury Delerue
- POR Fábio Verissimo
- HOL Denis Higler
- MAR Adil Zourak
- CIV Abou Coulibaly
- QAT Fahad Jaber Al-Marri

## Resultados

### Grupo A
| Pos. | Seleção        | Pts | J | V | E | D | GP | GC | SG |
| ---- | -------------- | --- | - | - | - | - | -- | -- | -- |
| 1    | França         | 12  | 4 | 4 | 0 | 0 | 11 | 2  | +9 |
| 2    | Estados Unidos | 6   | 4 | 2 | 0 | 2 | 6  | 6  | 0  |
| 3    | Países Baixos  | 6   | 4 | 2 | 0 | 2 | 9  | 10 | -1 |
| 4    | Costa Rica     | 1   | 4 | 0 | 1 | 3 | 6  | 7  | -1 |
| 5    | Catar          | 1   | 4 | 0 | 1 | 3 | 2  | 9  | -7 |

| 27 de maio de 2015 | Países Baixos              | 3-2       | Costa Rica      | Estádio Léo-Lagrange, Toulon |
| 12:00              | El Ghazi 3' · Vloet 6' 32' | Relatório | Ramírez 39' 58' | Árbitro: CIV Abou Coulibaly  |

| 27 de maio de 2015 | Estados Unidos | 1-3       | França                                     | Estádio Léo-Lagrange, Toulon |
| 14:00              | Morris 65'     | Relatório | Bahlouli 10' · Crivelli 11' · Sparagna 21' | Árbitro: MAR Adil Zourak     |

| 29 de maio de 2015 | Estados Unidos                                 | 3-1       | Países Baixos | Estádio Perruc, Hyères      |
| 12:00              | Kiesewetter 19' · Hernández 24' · Packwood 43' | Relatório | Darri 9'      | Árbitro: CIV Abou Coulibaly |

| 29 de maio de 2015 | Catar | 0-2       | França                   | Estádio Perruc, Hyères         |
| 14:00              |       | Relatório | Hunou 11' · Kaabouni 65' | Árbitro: MEX Oscar Macias Romo |

| 31 de maio de 2015 | Costa Rica                  | 2-1       | Estados Unidos | Estádio Louis Hon, Saint-Raphaël |
| 12:00              | Matarrita 24' · Ramírez 55' | Relatório | Alashe 30'     | Árbitro: MEX Oscar Macias Romo   |

| 31 de maio de 2015 | Países Baixos                                                | 5-1       | Catar        | Estádio Louis Hon, Saint-Raphaël |
| 14:00              | Hateboer 23' · van Overeem 49' · Rayhi 50' · Janssen 52' 74' | Relatório | Al Yahri 78' | Árbitro: MAR Adil Zourak         |

| 2 de junho de 2015 | Catar | 0-1       | Estados Unidos | Estádio de Lattre-de-Tassigny, Aubagne |
| 12:00              |       | Relatório | Green 8'       | Árbitro: POR Fábio Verissimo           |

| 2 de junhio de 2015 | França           | 2-1       | Costa Rica | Estádio de Lattre-de-Tassigny, Aubagne |
| 14:00               | Crivelli 40' 61' | Relatório | Flores 66' | Árbitro: CIV Abou Coulibaly            |

| 4 de junho de 2015 | Costa Rica   | 1-1       | Catar         | Estádio Léo-Lagrange, Toulon |
| 12:00              | Lassiter 67' | Relatório | Al-Salemi 45' | Árbitro: MAR Adil Zourak     |

| 29 de maio de 2014 | França                                                       | 4-0       | Países Baixos | Estádio Léo-Lagrange, Toulon   |
| 14:00              | Habran 18' · Kaabouni 48' (pen.) · N'Nomo 53' · Crivelli 73' | Relatório |               | Árbitro: MEX Oscar Macias Romo |

### Grupo B
| Pos. | Seleção         | Pts | J | V | E | D | GP | GC | SG  |
| ---- | --------------- | --- | - | - | - | - | -- | -- | --- |
| 1    | Marrocos        | 8   | 8 | 3 | 1 | 0 | 8  | 4  | +4  |
| 2    | Inglaterra      | 7   | 4 | 2 | 1 | 1 | 9  | 7  | +2  |
| 3    | México          | 7   | 4 | 2 | 1 | 1 | 6  | 4  | +2  |
| 4    | Costa do Marfim | 5   | 4 | 1 | 2 | 0 | 5  | 3  | +2  |
| 5    | China           | 0   | 4 | 0 | 0 | 4 | 1  | 11 | -10 |

| 28 de maio de 2015 | Costa do Marfim | 1-1       | México     | Estádio Léo-Lagrange, Toulon |
| 12:00              | Bayo 65'        | Relatório | Guzmán 46' | Árbitro: HOL Denis Higler    |

| 28 de maio de 2015 | Inglaterra                        | 3-3       | Marrocos                           | Estádio Léo-Lagrange, Toulon      |
| 14:00              | Gray 8' · Watmore 24' · Akpom 78' | Relatório | El Hajhouj 13' · Bencharki 14' 39' | Árbitro: QAT Fahad Jaber Al-Marri |

| 30 de maio de 2015 | China | 0-3       | Marrocos                                          | Estádio Léo Lagrange, Toulon |
| 12:00              |       | Relatório | Bencharki 21' · Cao Haiqing 69' (g.c) · Bahja 81' | Árbitro: POR Fábio Verissimo |

| 30 de maio de 2014 | Inglaterra               | 2-1       | Costa do Marfim | Estádio Léo Lagrange, Toulon |
| 14:00              | Akpom 10' · Robinson 43' | Relatório | Koné 77'        | Árbitro: USA Robert Sibiga   |

| 1 de junho de 2015 | Marrocos | 0-0       | Costa do Marfim | Estádio Marcel Roustan, Salon de Provence |
| 12:00              |          | Relatório |                 | Árbitro: FRA Amaury Delerue               |

| 1 de junho de 2015 | China | 0-2       | México           | Estádio Marcel Roustan, Salon de Provence |
| 14:00              |       | Relatório | Cisneros 41' 59' | Árbitro: QAT Fahad Jaber Al-Marri         |

| 3 de junho de 2015 | Costa do Marfim                                  | 3-0       | China | Estádio de Lattre-de-Tassigny, Aubagne |
| 12:00              | Bedia 6' · Zhang Xiaobin 28' (g.c) · Outtara 32' | Relatório |       | Árbitro: USA Robert Sibiga             |

| 3 de junho de 2015 | México                 | 2-1       | Inglaterra  | Estádio de Lattre-de-Tassigny, Aubagne |
| 14:00              | Bueno 44' · Zuñiga 70' | Relatório | Watmore 15' | Árbitro: HOL Denis Higler              |

| 5 de junho de 2015 | Marrocos                                          | 2-1       | México | Estádio Léo-Lagrange, Toulon |
| 12:00              | El Karti 41' · Banoune 51' · Bencharki 61' (pen.) | Relatório |        | Árbitro: HOL Denis Higler    |

| 5 de junho de 2015 | China      | 1-3       | Inglaterra                                       | Estádio Léo-Lagrange, Toulon |
| 14:00              | Guo Yi 55' | Relatório | Aarons 39' · Baker 52' · Zhang Xiaobin 59' (g.c) | Árbitro: USA Robert Sibiga   |

### Terceiro Lugar
| 7 de junho de 2015 | Estados Unidos                        | 2-1 | Inglaterra | Estádio Mayol, Toulon        |
| 12:00              | Hernandez 7' (pen.) · Joya 65' (pen.) |     | Hause 10'  | Árbitro: POR Fábio Verissimo |

### Final
| 7 de junho de 2015 | França                                 | 3-1 | Marrocos    | Estádio Mayol, Toulon             |
| 14:00              | Habran 56' · Sparagna 64' · Diarra 81' |     | Ennafati 3' | Árbitro: QAT Fahad Jaber Al-Marri |

## Premiação
| Torneio Internacional de Toulon de 2015 |
| França                                  |
| --------------------------------------- |
| França Campeão (12º título)             |